# Биркфельдт, Юн
Юн Хенрик Эрик Биркфельдт (швед. Jon Henrik Erik Birkfeldt; род. 3 июня 1996, Хельсингборг, Мальмёхус) — шведский футболист, защитник клуба «Варберг».

## Клубная карьера
Футболом начал заниматься в клубе «Эскильсминне». В 14-летнем возрасте перебрался в школу «Хельсингборга». За команду его академии, принимавшей участие в шведском Дивизионе 2, за два сезона провёл 36 игр, в которых отличился трижды. В конце октября 2015 года подписал двухлетнее соглашение с «Отвидабергом». В его составе дебютировал в Суперэттане 2 апреля 2016 года в матче первого тура нового сезона против «Варберга». Юн вышел на поле в стартовом составе и провёл весь матч, не отметившись результативными действиями, а его команда проиграла со счётом 1:2. По итогам сезона 2017 года «Отвидаберг» занял последнее место в турнирной таблице и вылетел в дивизион ниже, а Биркфельдт, пропустивший окончание сезона из-за травмы, покинул клуб.
В декабре 2017 года подписал контракт с «Вернаму». Срок соглашения рассчитан на 2 года. Первую игру в его составе провёл 2 апреля 2018 года против «Ефле», выйдя на 89-й минуте на замену вместо угандийского форварда Лумалы Абду. 24 сентября в гостевой встрече с «Норрбю» открыл счёт в матче, однако это не уберегло его команду от поражения. По итогам сезона «Вернаму» занял 13-е место в турнирной таблице и попал в стыковые игры. По итогам двухматчевого противостояния с «Сюрианской» команда Биркфельдта проиграла.
22 февраля 2019 года стал игроком «Фрея», подписав контракт до конца сезона 2020 года. Дебютировал за новый клуб на следующий день в матче группового этапа кубка Швеции против «Эльфсборга». Биркфельдт вышел на поле на 79-й минуте, а на 85-й минуте заработал предупреждение. По итогам сезона «Фрей» занял 14-е место в турнирной таблице и был вынужден принимать участие в стыковых матчах с «Умео», в которых уступил по голам, забитым на чужом поле, в результате чего покинул Суперэттан. Юн принял участие в 22 играх, в том числе в 2 стыковых, в которых заработал пять жёлтых и одну красную карточку.
4 февраля 2020 года подписал четырёхлетний контракт с новичком чемпионата Швеции — «Варбергом». В его составе дебютировал в Аллсвенскане 15 июня в игре против «Хельсингборга» (3:0). 5 августа забил свой дебютный гол в высшем дивизионе, установив окончательный счёт 1:2 в матче с «Юргорденом».

## Карьера в сборной
В 2011 году сыграл один матч в составе юношеской сборной Швеции до 17 лет. В товарищеской встрече со сверстниками из Финляндии Биркфельдт вышел в стартовом составе и на 66-й минуте был заменён.
В октябре 2016 года в составе старшей юношеской сборной принимал участие в товарищеском турнире трёх наций, где принял участие в двух матчах: с Финляндией и Данией.

## Клубная статистика
| Выступление            | Выступление      | Выступление      | Лига | Лига | Кубки | Кубки | Конт. кубки | Конт. кубки | Итого | Итого |
| Клуб                   | Лига             | Сезон            | Игры | Голы | Игры  | Голы  | Игры        | Голы        | Игры  | Голы  |
| ---------------------- | ---------------- | ---------------- | ---- | ---- | ----- | ----- | ----------- | ----------- | ----- | ----- |
| Академия Хельсингборга | Дивизион 2       | 2014             | 17   | 1    | 0     | 0     | 0           | 0           | 17    | 1     |
| Академия Хельсингборга | Дивизион 2       | 2015             | 19   | 2    | 0     | 0     | 0           | 0           | 19    | 2     |
| Академия Хельсингборга | Итого            | Итого            | 36   | 3    | 0     | 0     | 0           | 0           | 36    | 3     |
| Отвидаберг             | Суперэттан       | 2016             | 16   | 0    | 3     | 2     | 0           | 0           | 19    | 2     |
| Отвидаберг             | Суперэттан       | 2017             | 19   | 1    | 3     | 0     | 0           | 0           | 22    | 1     |
| Отвидаберг             | Итого            | Итого            | 35   | 1    | 6     | 2     | 0           | 0           | 41    | 3     |
| Вернаму                | Суперэттан       | 2018             | 25   | 1    | 3     | 0     | 0           | 0           | 28    | 1     |
| Вернаму                | Итого            | Итого            | 25   | 1    | 3     | 0     | 0           | 0           | 28    | 1     |
| Фрей                   | Суперэттан       | 2019             | 20   | 0    | 2     | 0     | 0           | 0           | 22    | 0     |
| Фрей                   | Итого            | Итого            | 20   | 0    | 2     | 0     | 0           | 0           | 22    | 0     |
| Варберг                | Аллсвенскан      | 2020             | 25   | 3    | 1     | 0     | 0           | 0           | 26    | 3     |
| Варберг                | Аллсвенскан      | 2021             | 6    | 0    | 0     | 0     | 0           | 0           | 6     | 0     |
| Варберг                | Итого            | Итого            | 31   | 3    | 1     | 0     | 0           | 0           | 32    | 3     |
| Всего за карьеру       | Всего за карьеру | Всего за карьеру | 147  | 7    | 12    | 2     | 0           | 0           | 159   | 9     |